# Список правителей Саальского царства
Ниже приведён список правителей Саальского царства древних майя, которое находилось в современном департаменте Эль-Петен, Гватемала.
Первым известным правителем был Ик-Мин, мифический основатель правящей династии, последним был Кактак-Чан-Чаки, правивший в первой половине IX века.

## Список
Персиковым фоном выделены цари, не принадлежащие к правящей династии.
| Имя                    | Имя на русском (дословный перевод) | Начало правления | Конец правления  | Комментарии | Примечания               |
| ---------------------- | ---------------------------------- | ---------------- | ---------------- | --- | ------------------------ |
| 30 неизвестных царей   | —                                  | —                | —                | — | —                        |
| Ик-Мин                 | —                                  | —                | —                | Основатель правящей династии | [ 1 ]                    |
| Пуй-Пуй-Ахав           | —                                  | III век до н. э. | III век до н. э. | — | [ 2 ]                    |
| Цикин-Балам            | —                                  | V век            | V век            | Вероятно отец Наац-Чан-Ака | [ 3 ]                    |
| Наац-Чан-Ак            | —                                  | —                | —                | Вероятно сын Цикин-Балама | [ 4 ]                    |
| Кинич-Тахаль-Чак       | —                                  | VI век           | VI век           | — |                          |
| Ах-Восаль-Чан-Кинич    | «Двойной гребень»                  | 546              | 615              | Во время его правления заключается союз с Канульским царством | [ 5 ]                    |
| Кушах-Чан-Кинич        | —                                  | предп. 615       | 630              | При его правлении начинаются войны с Канту. Первую он проигрывает, вторую побеждает, но затем Кантузахватило Наранхо и Кушах-Чан-Кинич был убит.                                                                       | [ 6 ]                    |
| Какх-Чан-Чак           | —                                  | 630              | между 680 и 682  | В 680 году смог одолеть Канту и захватить его столицу Караколь, но Канту восстановилось и собрав коалицию атаковала Сааль. Между 680 и 682 годами саальская династия обрывается.                                       | [ 7 ]                    |
| Как-Тилиу-Чан-Чак      | —                                  | 693              | 720              | С 693 по 706 год Иш-Вак-Чан-Ахав была его регентом. В 693 он захватыет небольшие города, в 695 побеждает Мутуль, но в этом же году объединившись с Канулем проигрывает. в последующие десятилетия расширивает царство. | [ 8 ] [ 8 ] [ 9 ] [ 10 ] |
| Иш-Вак-Чан-Ахав        | —                                  | 721              | 741              | Она дочь царя Южного Мутуля Балах-Чан-Кавиля. По воле отца в 682 году стала царицей Сааля и женилась на родственнике прошлого царя для восстановления династии. Была регентом Как-Тилиу-Чан-Чака с 693 по 706 год.     | [ 11 ] [ 12 ]            |
| Яш-Майю-Чан-Чак        | —                                  | предп. 741       | 744              | В 744 году проигрывает коалиции Мутуля | [ 13 ] [ 14 ]            |
| Как-Йипий-Чан-Чак      | —                                  | 746              | —                | Во время его правления Сааль находился под контролем Мутуля | [ 15 ]                   |
| Как-Укалав-Чан-Чак     | —                                  | 22 ноября 755    | —                | Во время его правления Сааль находился под контролем Мутуля | [ 15 ]                   |
| Кех-…ль-Кавиль         | —                                  | —                | —                | Во время его правления Сааль находился под контролем Мутуля | [ 15 ]                   |
| Ицамнах-Кавиль         | —                                  | 8 февраля 784    | —                | Победил Йашха в феврале 799 года. | [ 16 ]                   |
| Вашаклахун-Убах-Кавиль | —                                  | 814              | —                | — | —                        |
| Кактак-Чан-Чаки        | —                                  | уп. в 842        | уп. в 842        | Последний известный царь Сааля | [ 17 ]                   |